# Tony Blundetto
Tony Blundetto, conosciuto anche come Tony B, interpretato dall'attore Steve Buscemi, è un personaggio della serie televisiva I Soprano. 
Cugino del boss  Tony Soprano, la sua prima apparizione è nella quinta stagione e il suo ruolo è determinante per i cruenti eventi finali della serie.
In italiano è doppiato da Luca Dal Fabbro.

## Biografia
Anthony "Tony" Blundetto è figlio di Quintina Pollio, sorella di Livia Pollio (madre del boss Tony Soprano), e di Al Blundetto.
Avendo lo stesso nome, da bambini venivano chiamati come "Tony di zio Johnny" (Soprano) e "Tony di zio Al" (Blundetto): molto legati, i due cugini sono cresciuti assieme al cugino più piccolo Christopher Moltisanti e hanno passato molto tempo assieme nella casa dello zio Pat. Padre di tre figli, una bambina, Kelly (che risulta essere fuggita di casa e sparita) e i due gemelli Justin e Jason.
Nel 1986 Tony B. viene arrestato e condannato a 18 anni di carcere per la rapina ad un camion: il colpo doveva essere eseguito insieme a Tony ma quest'ultimo, in preda a un attacco di panico dopo un litigio con la madre, era svenuto prendendo una brutta botta in testa. Tony B. (e il resto della famiglia) non conoscono le vere ragioni della sua assenza, visto che il boss aveva sempre raccontato di essere stato aggredito e derubato da una banda di neri e coltivando dei grandi sensi di colpa per la cosa.
Uscito di prigione nel 2004, non desidera ritornare in attività con la Famiglia DiMeo ma vuole dedicarsi alla pratica del massaggio: dopo una prima opposizione di Tony, la sua decisione viene accettata dal cugino che gli trova anche un lavoro nella lavanderia del coreano Kim.
Kim in un primo momento tratta Tony B. in malo modo, ma dopo aver scoperto il suo desiderio di prendere l'abilitazione per il massaggio decide di mettersi in società con lui; grazie all'aiuto della fidanzata Gwen, conosciuta via internet mentre era in prigione, passa l'esame ed entra in attività con il coreano.
Dopo aver trovato casualmente 12.000 dollari per strada, Tony B. inizia a sprecare tempo e denaro nelle bische e in abiti costosi.
Gli viene affidata la gestione di una bisca precedentemente promessa a Christopher Moltisanti e si avvicina dalla famiglia di Little Carmine tramite Angelo Garepe, compagno di carcere e amico fraterno di Tony B. Si fa invischiare negli affari della Famiglia Lupertazzi, all'interno della quale c'è il vuoto di potere seguito alla morte del vecchio Carmine: Angelo e Rusty Millio offrono infatti un contratto a Tony B. per assassinare Joey Peeps. Tony B. in un primo momento rifiuta, poi accetta quando si rende conto che sarebbe stato sempre ai margini dei DiMeo.
Tony uccide così Joey Peeps (e la prostituta che era con lui) ma rimane ferito alla gamba: tornato a casa, incontra Tony Soprano, che notando il suo infortunio gli chiede cosa sia successo. Tony B. mente, rispondendo che era stato aggredito da una gang.
Quando in seguito il boss viene informato da Johnny Sack dell'assassinio di Joey, aggiungendo che il killer zoppicava, Tony sospetta subito del cugino e comincia a prevedere le tragiche conseguenze delle sue azioni.
Phil Leotardo, sicario di Johnny Sack che ormai sospetta apertamente di Tony B., assieme al fratello Billy, si vendica della morte di Joey uccidendo Angelo Garepe: a sua volta, Tony B. reagisce uccidendo Billy e ferendo Phil e innescando di fatto la spirale di violenza che porta alla conclusione della serie.
Tony S. viene informato dell'accaduto da Christopher e in un primo momento sceglie di non consegnare il cugino a Sack. Quando ripensa poi alle sue scelte, Tony S. decide di ucciderlo e infatti armato di fucile spara al cugino nella fattoria dove si nascondeva, evitandogli una lunga e dolorosa tortura da parte di Phil, che rinfaccerà diverse volte a Tony di non avergli consegnato direttamente il cugino.

## Apparizioni in sogno
Tony B. appare nella mente di Tony Soprano in due occasioni, la seconda delle quali dopo la sua morte:
- ep. 63: Sogni angoscianti: mentre si trova all'Hotel Plaza, Tony Soprano ha una serie continua di sogni e veglie, in cui appare anche Tony B.;
- ep. 68: Un solo capo: appare a Tony Soprano mentre questi è in coma dopo l'attentato di zio Junior, nella veste di un anfitrione che lo accoglie dinnanzi una sinistra abitazione da cui proviene una festa, verso cui Tony è attirato e dalla quale è, al tempo stesso, profondamente impaurito. Sulla soglia di questa casa di morti, vede stagliarsi la silhouette della madre, pronta ad accoglierlo. È il momento in cui Tony, richiamato nella realtà dalle grida disperate di Carmela e Meadow, si sta per risvegliare dal coma.

## Omicidi commessi da Tony Blundetto
- Joey Peeps, ucciso per ordine di Rusty Millio e Little Carmine Lupertazzi (ep. 60);
- Heather, prostituta che si trovava assieme a Joe Peeps al momento del suo omicidio;
- Billy Leotardo, ucciso per vendetta a seguito dell'uccisione di Angelo Garepe (ep. 63)